# Тролза-5275.00
Тролза-5275.00 — российский троллейбус с пониженным уровнем пола, выпускавшийся ЗАО «Тролза» в 2003—2005 годах. Всего было изготовлено 50 машин, все они работали в Москве.

## Описание
Троллейбус двухосный, с тремя двухстворчатыми поворотно-сдвижными дверями. В отличие от троллейбусов ЗиУ-9, имеет по одной ступеньке в каждом дверном проёме, а не по две. У 1-й и 2-й двери высота пола — 600 мм, у задней — 820 мм. Проход по всей длине салона — без ступенек, сиденья установлены на постаментах. Тяговый двигатель находится в задней части кузова и смещён влево относительно продольной оси. Напротив средней двери находится накопительная площадка, в задней части площадки нет. Троллейбус оборудован реостатно-контакторной системой управления двигателем (РКСУ). Сиденья полумягкие, с поролоном. Все машины на заводе красились в белый цвет с синей юбкой и чёрными пластиковыми бамперами.

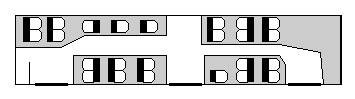
Схема расположения сидений в салоне

## История
Первый экземпляр, получивший заводское обозначение Тролза-5274, был представлен в 1999 году на автомобильной выставке в Москве. После выставки эта машина отправилась обратно на завод. Позднее была модель сертифицирована как Тролза-5275.00 и получила обозначение по VIN XTU-527500 (XTU — код производителя, 5275 — код модели, 00 — резервные символы, так как данная часть кода может состоять только из шести символов).
В 2002 году Москва заказала «Тролзе» партию таких троллейбусов. При их производстве возникли задержки, и для них были зарезервированы парковые номера. Поступать в Москву они начали в феврале 2003 года и были поровну распределены между всеми 8 парками, но часть машин (около 10) не пришла в срок.
Осенью 2003 года в связи с сокращением 5-го троллейбусного парка оттуда были переданы все три Тролзы-5275.00 (5372>2499, 5373>7223, 5375>6121).
В 2004 году выставочный экземпляр, получивший индекс 5275, купил Ковров, где он получил № 11.
Недостающие машины в Москву поступали и вводились в эксплуатацию в течение 2005 года. При этом они проходили дооборудование в парках, поэтому на некоторых троллейбусах вместо люминесцентного освещения салона установлены светильники от ЗиУ-682.

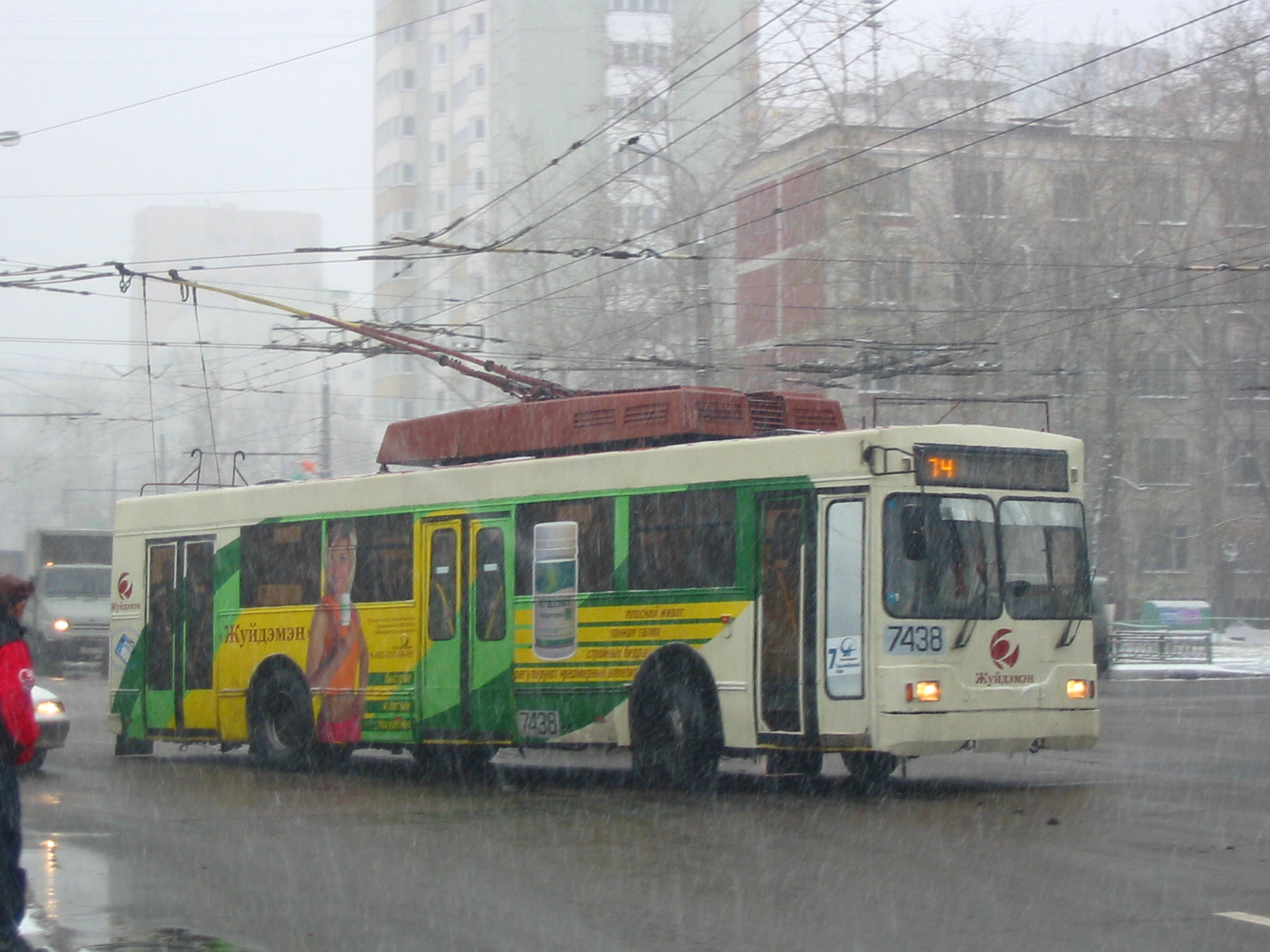
Троллейбус Тролза-5275.00 № 7438 с переделанной передней частью кузова

За сравнительно короткий период несколько машин сгорело, часть длительное время простаивало в парках, остальные — работали на линии, как правило, нерегулярно. Из-за отсутствия запчастей разбитые вклееные панорамные лобовые стёкла заменяли на меньшие по размеру стёкла, что значительно изменяло внешний вид троллейбуса. К концу 2007 года такой переделке подверглось около половины всех машин.
В 2005 году из-за установки АСКП со всех московских троллейбусов Тролза-5275.00 были сняты четыре передних сиденья и переделана перегородка кабины, после чего обе створки передней двери стали вести в салон.
К 2010 году немалая часть машин списана или отставлена от работы в связи с неисправностями. Причиной списания почти новых машин стала их ненадёжность и невысокое качество. Эти недостатки были частично устранены изготовителем в последующих моделях.
К маю 2013 все машины, предназначенные для пассажирской эксплуатации, были списаны, кроме № 11, тогда ещё работавшей в Коврове. Одна машина (2720) была оставлена для Музея пассажирского транспорта. 

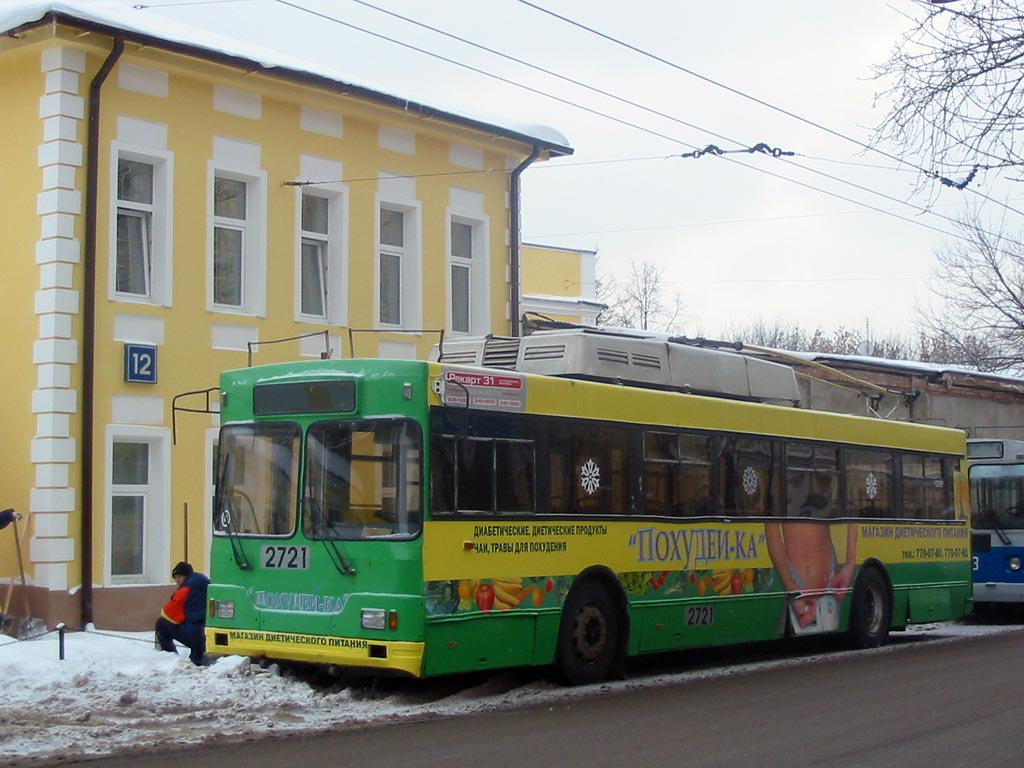
Вид слева
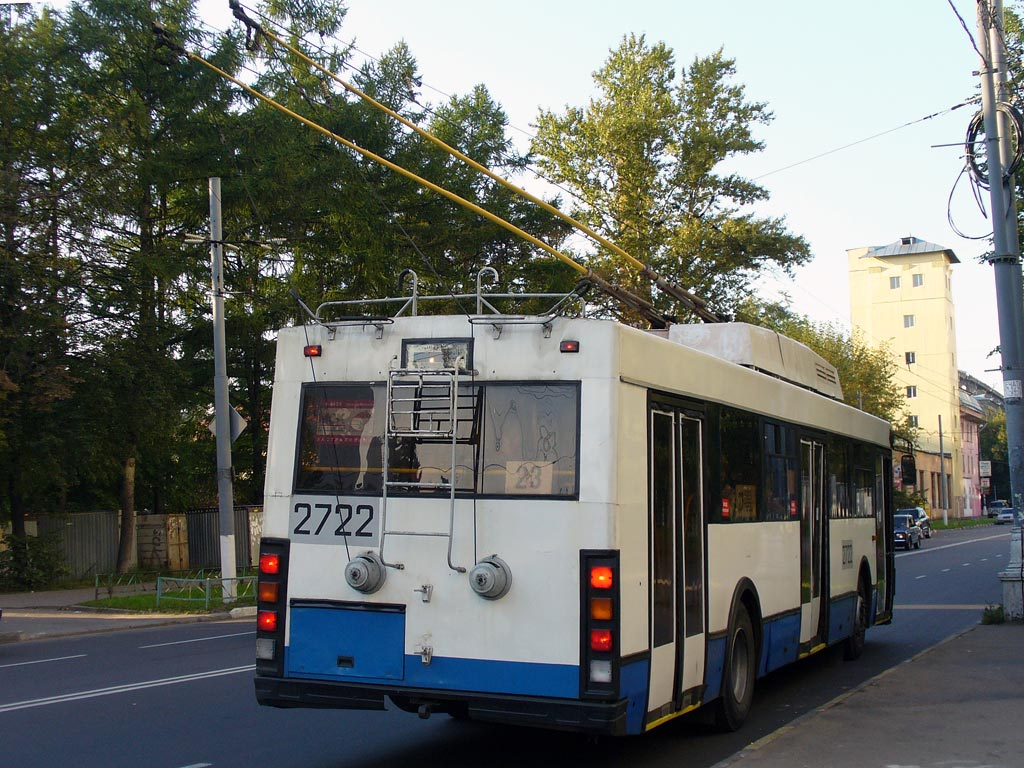
Вид сзади
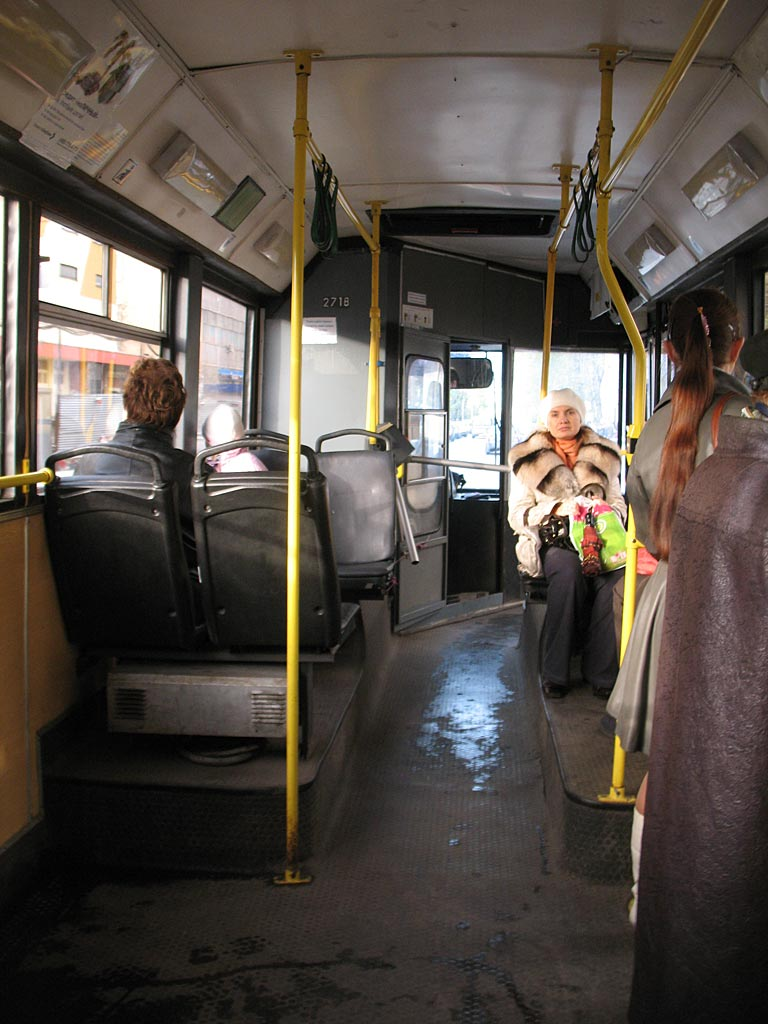
Салон